# Mörk nagelskivling
Mörk nagelskivling (Rhodocollybia butyracea) är en svampart. Enligt Catalogue of Life ingår Mörk nagelskivling i släktet Rhodocollybia,  och familjen Marasmiaceae, men enligt Dyntaxa är tillhörigheten istället släktet Rhodocollybia,  och familjen Omphalotaceae. Arten är reproducerande i Sverige.

## Underarter
Arten delas in i följande underarter:
- asema
- butyracea

## Källor

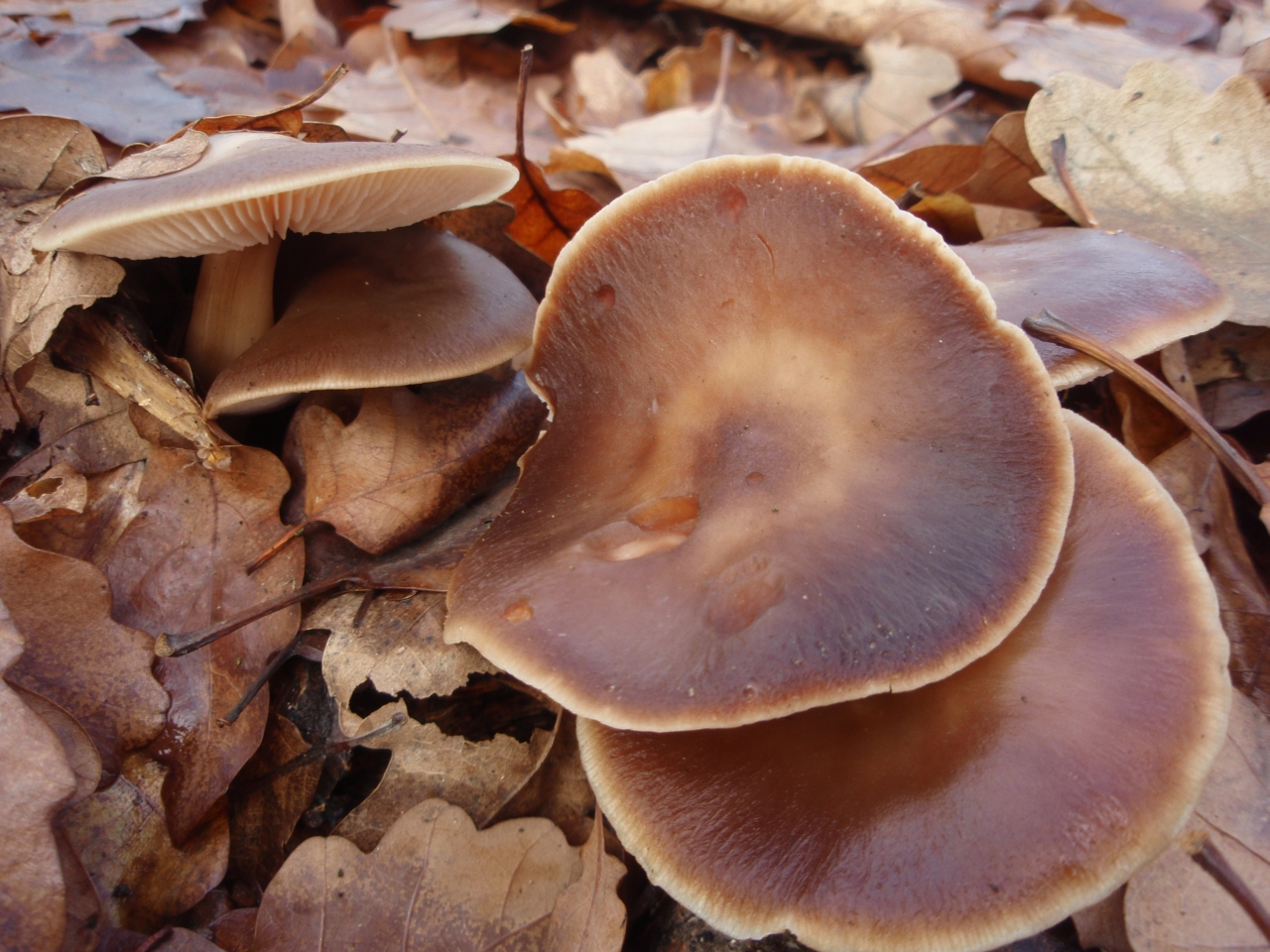
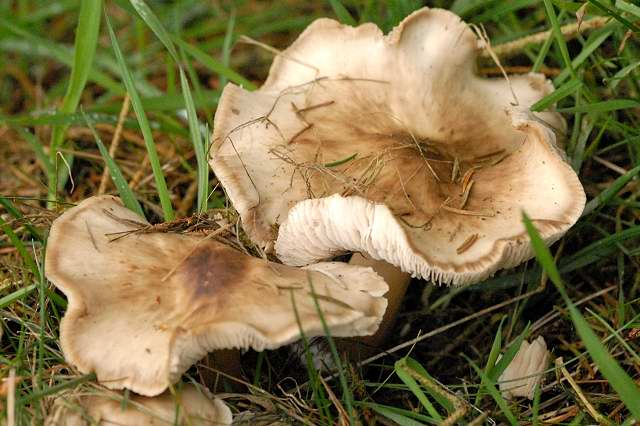
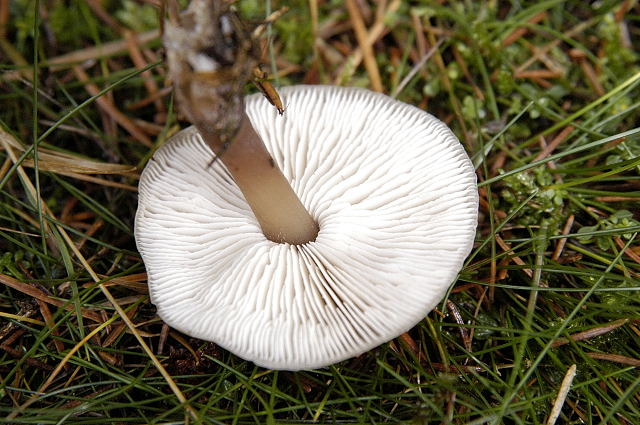
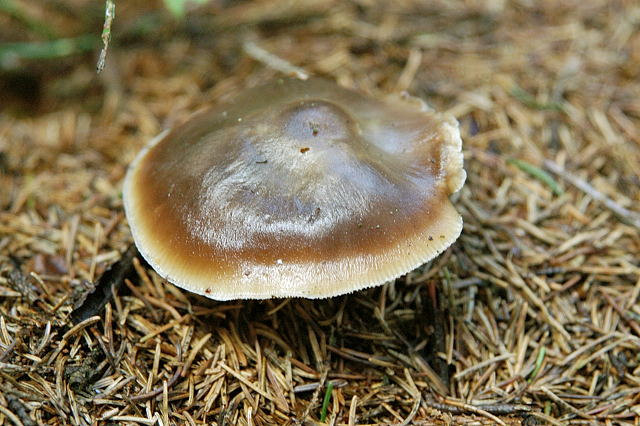
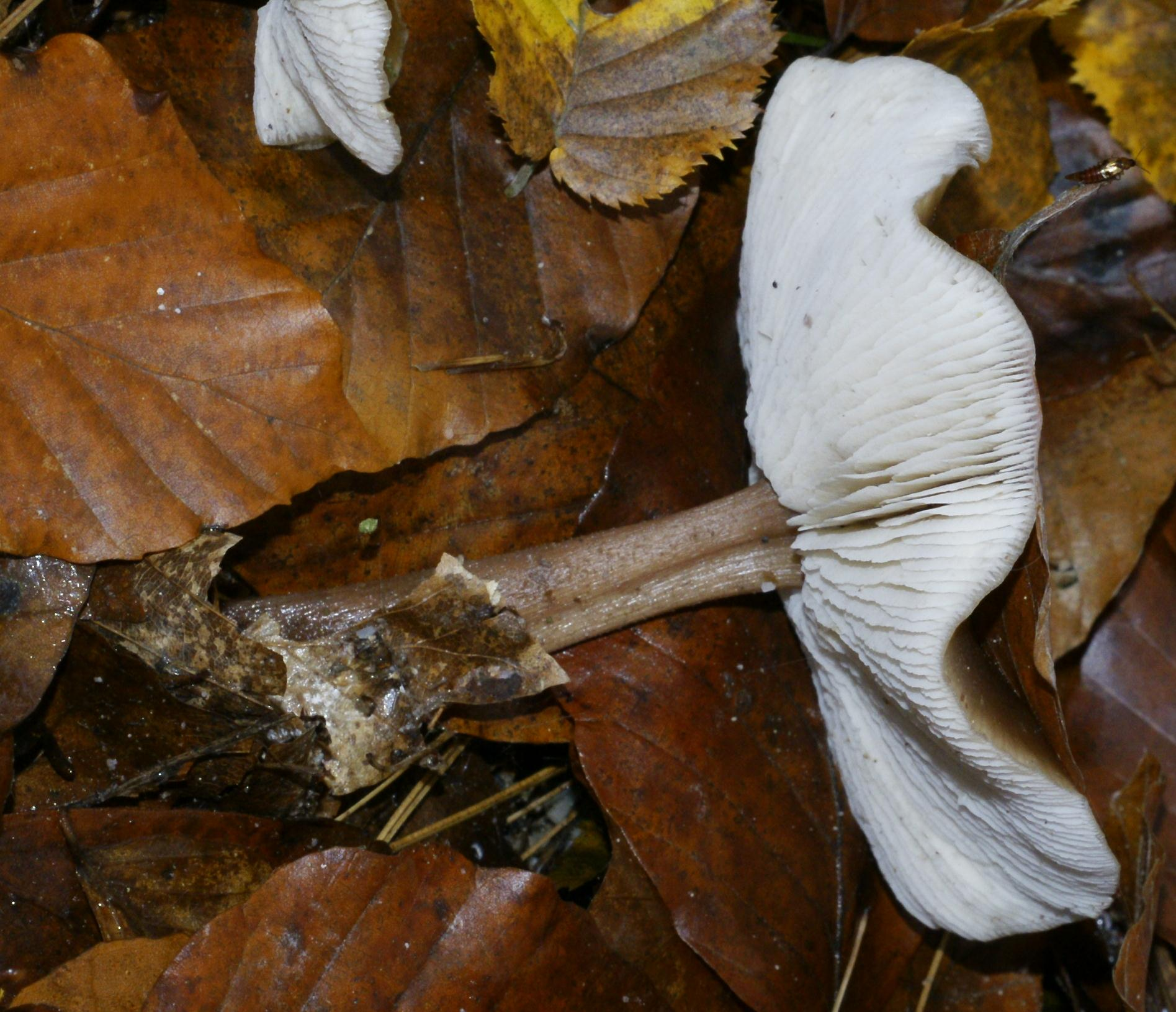